# Clasificación oceánica para la Copa Mundial de Rugby de 2019
La fase de clasificación oceánica para la Copa Mundial de Rugby de 2019, empezó en junio de 2016.

## Formato
Además de los dos equipos clasificados automáticamente (Australia y Nueva Zelanda), Oceanía tiene asignadas dos plazas directas más para el torneo. Además dos equipos oceánicos más disputarán el Playoff por las dos últimas plazas disponibles.
La fase de clasificación se realizará mediante dos torneos distintos. En el primero, los tres mejores equipos oceánicos (Fiyi, Samoa y Tonga) compiten por las dos plazas directas de la confederación para el Mundial de 2019, siendo los dos primeros clasificados del torneo disputado entre las tres los que obtengan la plaza directa, mientras que el tercero pasará al Playoff contra el ganador de la repesca europea para una de las dos plazas de playoff. 
Por otro lado, el resto de selecciones oceánicas disputaran otro torneo en 2018, donde la primera clasificada obtendrá la otra plaza de playoff disponible, enfrentándose en primer lugar al campeón de la Fase de clasifación asiática.

## Equipos
Diez selecciones compiten para clasificarse para la Copa del Mundo de 2019 en la fase oceánica.
| País          | Rank (19 de junio de 2016) | Inicio competición  | Estatus clasificatorio                                                |
| ------------- | -------------------------- | ------------------- | --------------------------------------------------------------------- |
| Australia     | 2                          | N/A                 | Clasificado en el Mundial de 2015                                     |
| Islas Cook    | 44                         | 4 de agosto de 2017 | Eliminado por Hong Kong el 7 de julio de 2018                         |
| Fiyi          | 10                         | 11 de junio de 2016 | Clasificado al derrotar a Tonga el 8 de julio de 2017                 |
| Nueva Zelanda | 1                          | N/A                 | Clasificado en el Mundial de 2015                                     |
| Samoa         | 15                         | 18 de junio de 2016 | Clasificado con el triunfo ante Alemania el 14 de julio de 2018       |
| Tahití        | 93                         | 4 de agosto de 2017 | Descalificado por inclusión de jugadores inelegibles                  |
| Tonga         | 14                         | 11 de junio de 2016 | Clasificado con el triunfo de Fiyi sobre Samoa el 15 de julio de 2017 |

## Fase 1:Pacific Nations Cup 2016y2017
| Pos. | Equipo | Encuentros | Encuentros | Encuentros | Encuentros | Tantos  | Tantos    | Tantos     | Tries   | Tries     | BO | BD | Puntos |
| Pos. | Equipo | jugados    | ganados    | empatados  | perdidos   | a favor | en contra | diferencia | a favor | en contra | BO | BD | Puntos |
| --- | ------ | ---------- | ---------- | ---------- | ---------- | ------- | --------- | ---------- | ------- | --------- | -- | -- | ------ |
| 1 | Fiyi   | 4          | 4          | 0          | 0          | 101     | 60        | +41        | 11      | 5         | 0  | 0  | 17     |
| 2 | Tonga  | 4          | 1          | 0          | 3          | 68      | 93        | –25        | 7       | 9         | 0  | 2  | 6      |
| 3 | Samoa  | 4          | 1          | 0          | 3          | 88      | 104       | –16        | 5       | 8         | 0  | 1  | 5      |
| Los puntos de la clasificación se obtienen del siguiente modo: Victoria - 4 puntos Empate - 2 puntos 4 o más ensayos - 1 punto Derrota por 7 puntos o menos - 1 punto Derrota por más de 7 puntos - 0 puntos |        |            |            |            |            |         |           |            |         |           |    |    |        |

| 11 de junio de 2016 | Fiyi | 23 – 18 | Tonga | ANZ National Stadium, Suva                             |                                                        |
| 15:00 FJT (UTC+12)  |      | Reporte |       | Asistencia: 2,000 espectadores Árbitro(s): Nigel Owens | Asistencia: 2,000 espectadores Árbitro(s): Nigel Owens |

| 18 de junio de 2016 | Fiyi | 26 – 16 | Samoa | ANZ National Stadium, Suva                               |                                                          |
| 15:00 FJT (UTC+12)  |      | Reporte |       | Asistencia: 2,063 espectadores Árbitro(s): George Clancy | Asistencia: 2,063 espectadores Árbitro(s): George Clancy |

| 25 de junio de 2016 | Samoa | 30 – 10 | Tonga | Apia Park, Apia                                           |                                                           |
| 15:00 WST (UTC+13)  |       | Reporte |       | Asistencia: 5,500 espectadores Árbitro(s): Pascal Gaüzère | Asistencia: 5,500 espectadores Árbitro(s): Pascal Gaüzère |

| 1 de julio de 2017 | Tonga | 30 – 26 | Samoa | Teufaiva Sport Stadium, Nukuʻalofa                        |                                                           |
| 15:00 TOT (UTC+13) |       | Reporte |       | Asistencia: 10,000 espectadores Árbitro(s): Marius Mitrea | Asistencia: 10,000 espectadores Árbitro(s): Marius Mitrea |

| 8 de julio de 2017 | Tonga | 10 – 14 | Fiyi | Teufaiva Sport Stadium, Nukuʻalofa                      |                                                         |
| 15:00 TOT (UTC+13) |       | Reporte |      | Asistencia: 10,000 espectadores Árbitro(s): Nick Briant | Asistencia: 10,000 espectadores Árbitro(s): Nick Briant |

| 15 de julio de 2017 | Samoa | 16 – 38 | Fiyi | Apia Park, Apia                                          |                                                          |
| 19:30 WST (UTC+13)  |       | Reporte |      | Asistencia: 6,500 espectadores Árbitro(s): Paul Williams | Asistencia: 6,500 espectadores Árbitro(s): Paul Williams |

## Fase 2:Oceania Rugby Cup 2017
El ganador se enfrentará a doble partido con el mejor clasificado del torneo asiático (clasificación asiática) para obtener una plaza en la etapa final de la Repesca para la Copa Mundial de Rugby de 2019.
| 4 de agosto de 2017 | Islas Cook | 9 – 13 | Tahití | National Stadium, Avarua    |                             |
| 15:00 CKT (UTC-10)  |            |        |        | Árbitro(s): Alan Aiolupotea | Árbitro(s): Alan Aiolupotea |